# Sebastian-Kapelle zu Kupferberg

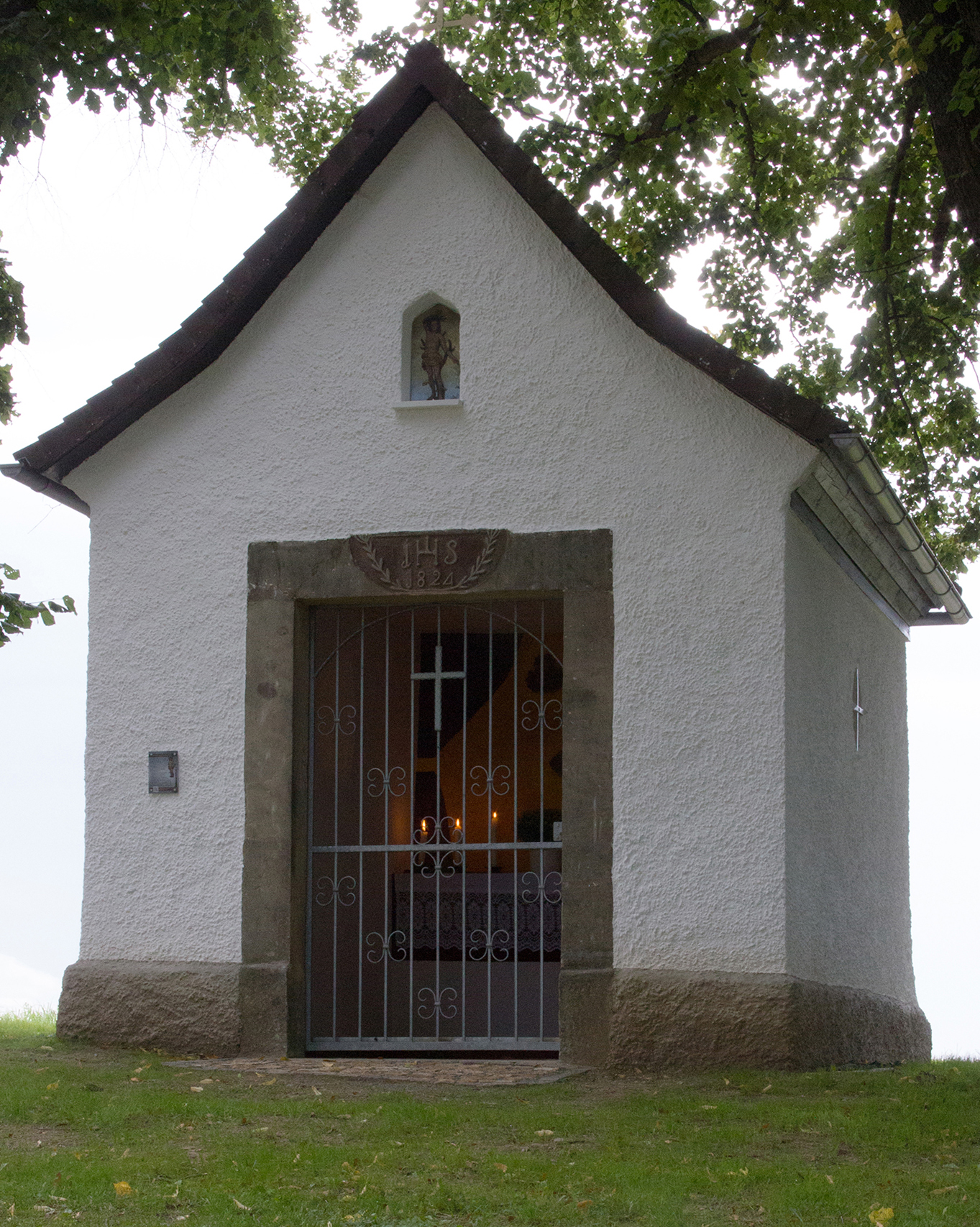
Sebastian-Kapelle zu Kupferberg

Die Sebastian-Kapelle steht am nordöstlichen Ausgang von Kupferberg (Dörnhofer Straße) im Landkreis Kulmbach in Bayern.

## Geschichte
„Seit unvordenklichen Zeiten“ – so Alois Schoenheinz und Nicolaus Hennemann in ihrer Chronik über die katholische Pfarrei Kupferberg – steht neben dem alten Pilgerweg nach Marienweiher am nordöstlichen Ortsausgang der Stadt Kupferberg auf einem bis 1975 zum Mittelmeßbenefizium Kupferberg gehörenden Grundstück eine dem Hl. Sebastian gewidmete Kapelle (historische Kartenansicht siehe unter Weblinks). „Tatsächlich kann ihre erste Errichtung in das 14. Jahrhundert datiert werden, als dort noch die alte Handelsstraße von Forchheim nach Böhmen führte“.
Weshalb der – im Volksmund schlicht „Kapella“ genannte – Andachtsraum dereinst dem Hl. Sebastian anvertraut wurde, entzieht sich heutiger Kenntnis: Möglicherweise hängen die Beweggründe für dieses Patronat mit dem Bergbau, mit Kriegswirren oder aber mit einer grassierenden Seuche (etwa der Pest) zusammen.
Ein alter Merkspruch aus der Volksfrömmigkeit beispielsweise lautet: „St. Sebastian mit deinem Pfeil, vor Pestilenz uns Kranke heil“. Der fromme Bezug der Kupferberger Bevölkerung zum Hl. Sebastian drückt sich im Übrigen auch durch eine entsprechende Statue in der katholischen Pfarrkirche St. Vitus aus. Zudem stand einst gegenüber der östlich von Kupferberg gelegenen Sebastian-Kapelle am südwestlichen Rand Kupferbergs ein steinernes Marterl, das laut Chronik von Schoenheinz/Hennemann, in einer späteren Ergänzung unbekannten Datums und von unbekannter Hand mit der Jahreszahl 1802 versehen gewesen ist. Dieses Marterl trug oben eine kleine Sebastian-Figur und darunter Reliefs einer Kreuzigungsgruppe [Vorderseite], der Gottesmutter Maria [Darstellung der unbefleckten Empfängnis, auf der mit einer Schlange umwundenen Weltkugel stehend; Rückseite], des Hl. Vitus [seit dem 16. Jahrhundert Patron der kath. Pfarrkirche zu Kupferberg; Ostseite] sowie des Hl. Johannes v. Nepomuk [Westseite]. Es wurde – laut Ignaz Stocker: 60 Jahre Zeitgeschichte Kupferberg. 1945-2005. Kupferberg o. J., S. 580 – um 1950 durch einen Blitzeinschlag bis auf den Sockel zerstört. Dieser blieb bis zur Aufschüttung eines Erdwalls (als Begrenzung des Steinbruchs) Ende der 1960er Jahre an seinem Standort bestehen.
Nachdem der letzte Vorgängerbau 1821 höchst einsturzgefährdet gewesen ist (sodass „jeder, der hineintrat, Gefahr lief, von den Ruinen […] erschlagen zu werden“,) wurde dieser eingelegt und durch den derzeitigen, 1824 vollendeten Bau ersetzt – beides auf Kosten Kupferberger Bürger.
Seither betritt man die Sebastian-Kapelle zu Kupferberg von Norden, vom Pilgerweg her (Dörnhofer Straße – vorher lag der Eingang auf der südlichen Seite). Auf dem First ihres ziegelgedeckten Satteldachs trägt die Sebastian-Kapelle ein metallenes Patriarchenkreuz (Kreuz mit zwei Querbalken).

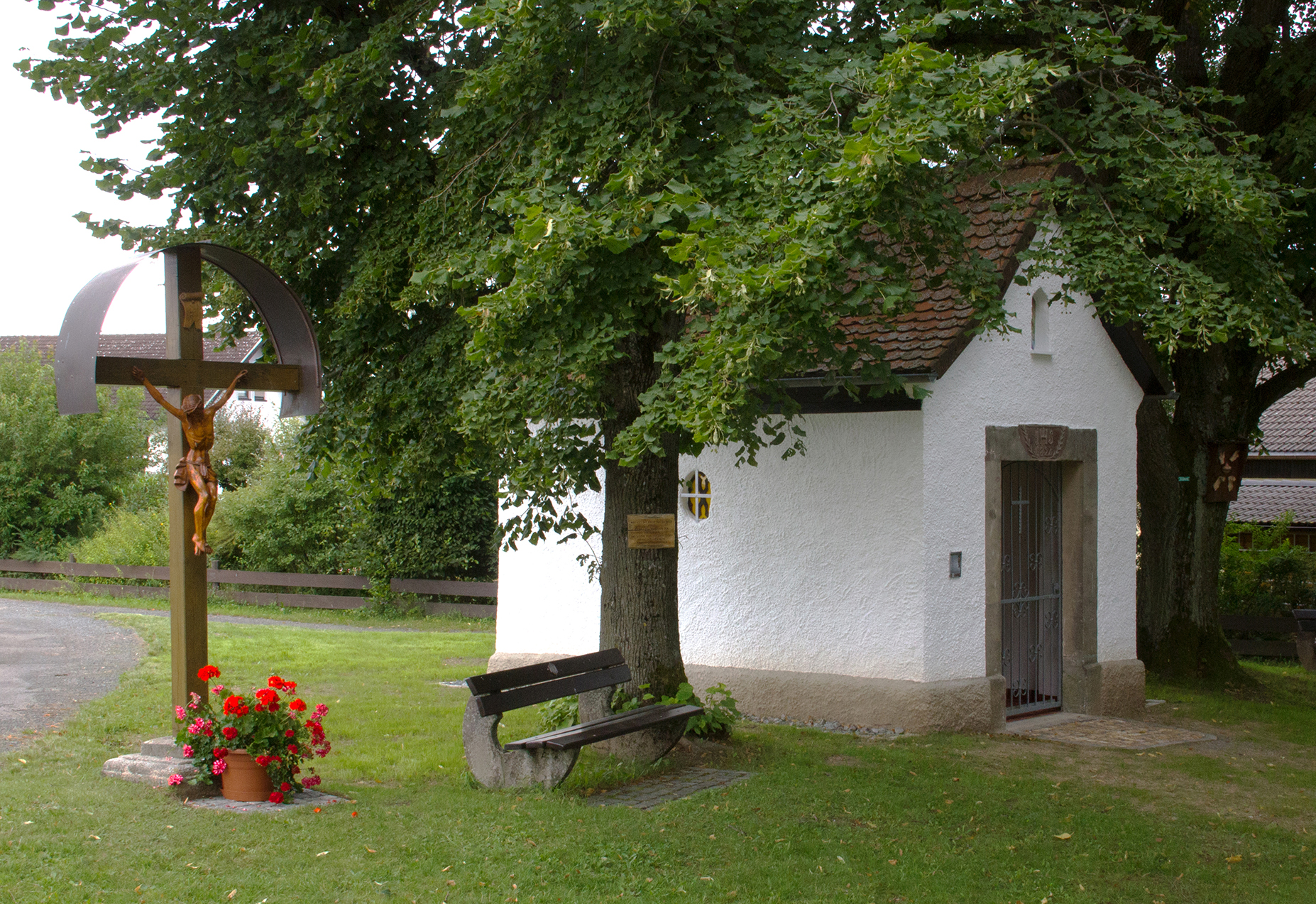
Nordostansicht 2017

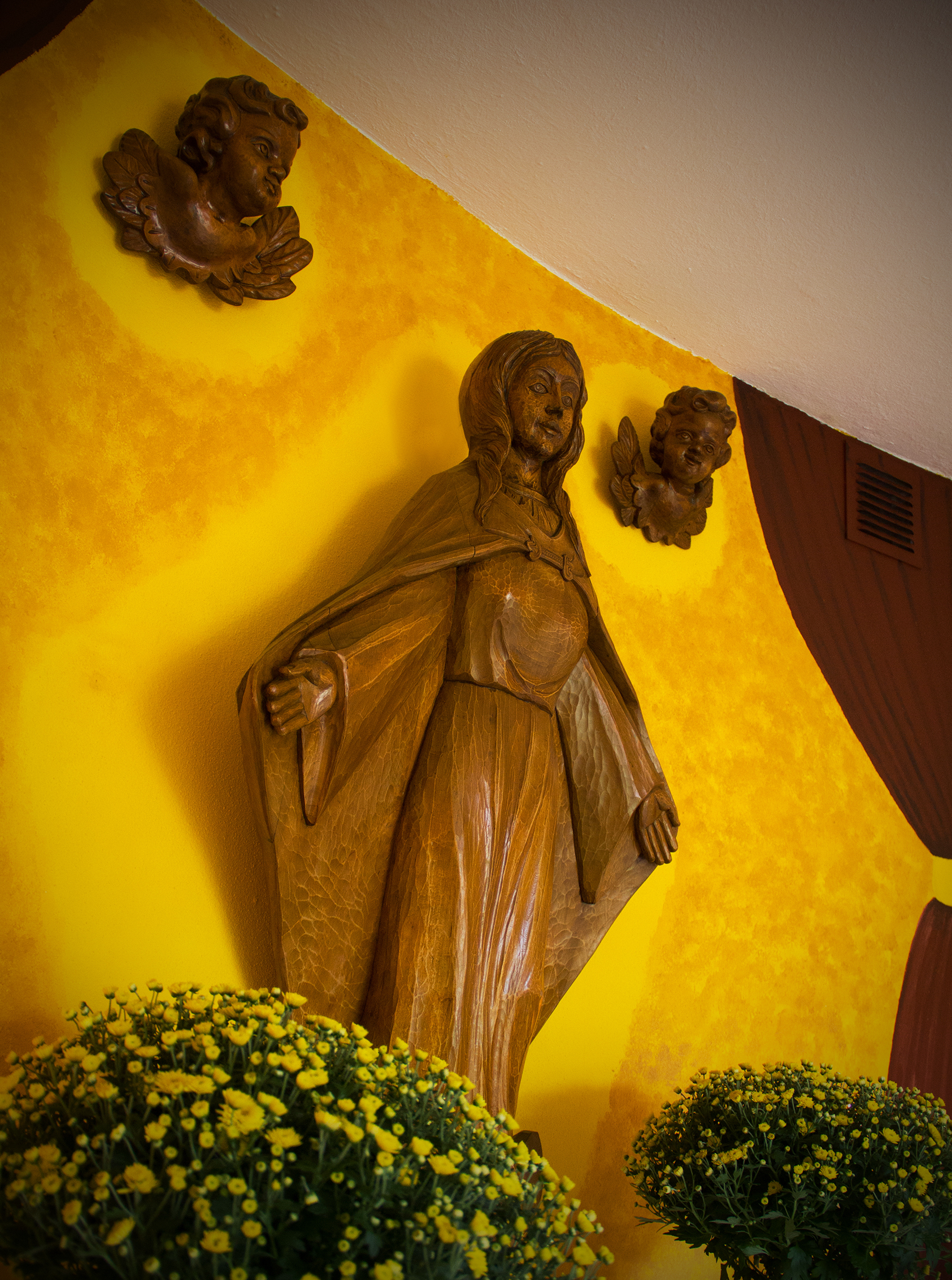
Schutzmantelmadonna mit Puttenköpfen (August 2017)

Im Jahre 1888 stiftete die Kupferbergerin Johanna Lauterbach den Einbau einer Lourdes-Grotte mit einem kleinen Altärchen an der südlichen Innenmauer. Diese Lourdes-Grotte ist als einfache Mauernische noch vorhanden, jedoch seit einer Instandsetzung der Kapelle Mitte der 1970er Jahre durch eine vorgesetzte Wand den Blicken entzogen. An dieser vorgesetzten Wand wurde – über einer schmalen, die gesamte Kapellen-Innenbreite einnehmenden Altarplatte – eine vom Kupferberger Holzschnitzer Emil Schwander (†) gefertigte und gestiftete Figurengruppe angebracht: Eine Schutzmantel-Madonna, rechts und links flankiert von je einem Puttenkopf.
Lange Zeit deutete nichts mehr am Äußeren oder im Inneren der Sebastian-Kapelle zu Kupferberg auf ihren eigentlichen Schutzpatron hin. Aufgrund ihrer Ausgestaltung konnten unbedarfte Besucher nur annehmen, dass es sich um eine Marienkapelle handeln würde. Erst im Zuge der im Jahr 2017 erfolgten Instandsetzung wurde der alte Bezug zum Hl. Sebastian wieder verdeutlicht: Durch die Einbringung eines Bildnisses des Hl. Sebastian in die Mauernische über dem Kapelleneingang. Zudem werden Vorbeikommende seitdem mittels einer kleinen Informationstafel auf das Patronat des Hl. Sebastian hingewiesen.

## Pflege und Instandhaltung
Die Pflege und Instandhaltung der Sebastian-Kapelle zu Kupferberg liegt seit alters her in den Händen ehrenamtlich engagierter Kupferberger Bürger. Beides wird ausschließlich ermöglicht durch Spender, durch Kupferberger Vereine sowie finanzielle Zuschüsse der Stadt Kupferberg. In der jüngeren Vergangenheit wurden folgende Maßnahmen an der Sebastian-Kapelle durchgeführt:
- 1997: Sanierung des Kapellenäußeren. Die alte zweiflügelige Holztür (die nur durch zwei kleine, vergitterte Fensterchen einen Blick in das Kapelleninnere zuließ) wurde durch eine einflügelige, verzinkte Gittertür ersetzt.
- 2010: Pflästerung des Eingangsbereiches der Kapelle sowie des Bereiches an den in der Nähe stehenden Ruhebänken.
- 2013: Zubau einer Dachrinne.
- 2017: Sanierung des Kapellenäußeren und -inneren. Malerische Ausgestaltung der erneuerten südlichen Innenwand. Einbringung eines Bildnisses des Hl. Sebastian in die Mauernische über dem Eingang sowie einer Informationstafel links neben dem Kapelleneingang. Nach Abschluss der Arbeiten wurde die Sebastian-Kapelle am Fest Mariä Himmelfahrt der Öffentlichkeit wieder übergeben.

## Ehemaliges Naturdenkmal
Einige der Linden, die die Sebastian-Kapelle umgeben, waren aufgrund ihres Alters eine Zeit lang als Naturdenkmal qualifiziert (standen also unter Naturschutz). Aufgrund einer Änderung der zugrundeliegenden Verordnung über die Naturdenkmäler im Gebiet des Landkreises Kulmbach haben sie diesen Schutz im Dezember 2014 verloren.

## Fünf-Wunden-Tafel

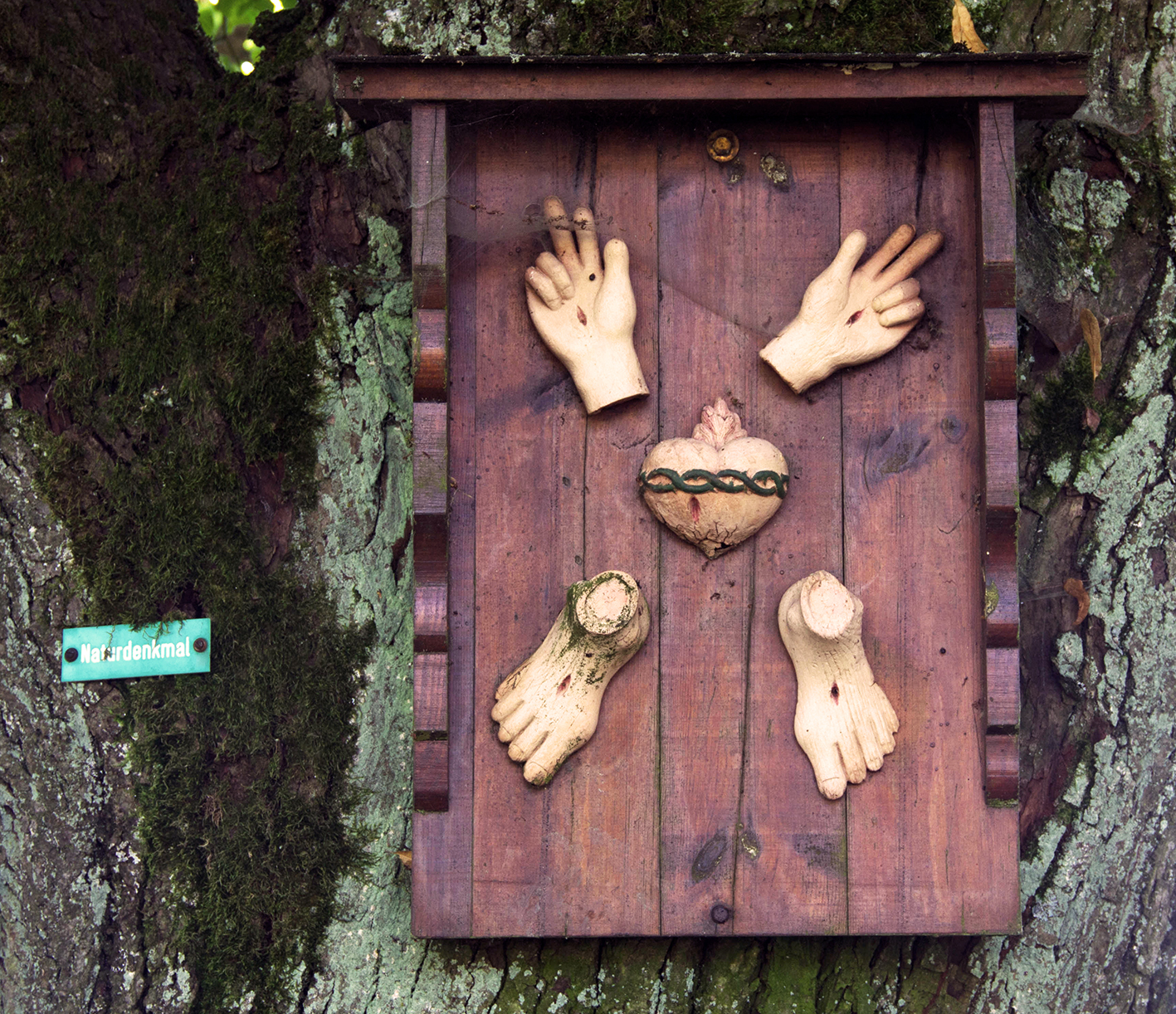
Fünfwunden-Tafel an der Linde rechts neben der Sebastian-Kapelle

An der unmittelbar westlich der Sebastian-Kapelle stehenden Linde hängt eine Holztafel mit den fünf Wunden Jesu. Schon lange erinnert sich niemand mehr, wann sie dort angebracht wurde. Alois Schoenheiz und Nicolaus Hennemann erwähnen diese Holztafel in ihrer Chronik nicht. (Auch einen entsprechenden Nachtrag durch die verschiedenen Amtsnachfolger, die die Chronik handschriftlich ergänzt beziehungsweise aktualisiert haben, sucht man vergeblich). Die geschnitzten Darstellungen (Hände, Füße, Herz) sind sehr alt und stammen möglicherweise von jenem längst nicht mehr erhaltenen Fünfwundenkreuz, das Schoenheinz und Hennemann als an einer Wegkreuzung im Nordwesten Kupferbergs stehend erwähnen und beschreiben (Nähe Straßenwirtshaus, Richtung Streichenreuth / Guttenberg).

## Feldkruzifix

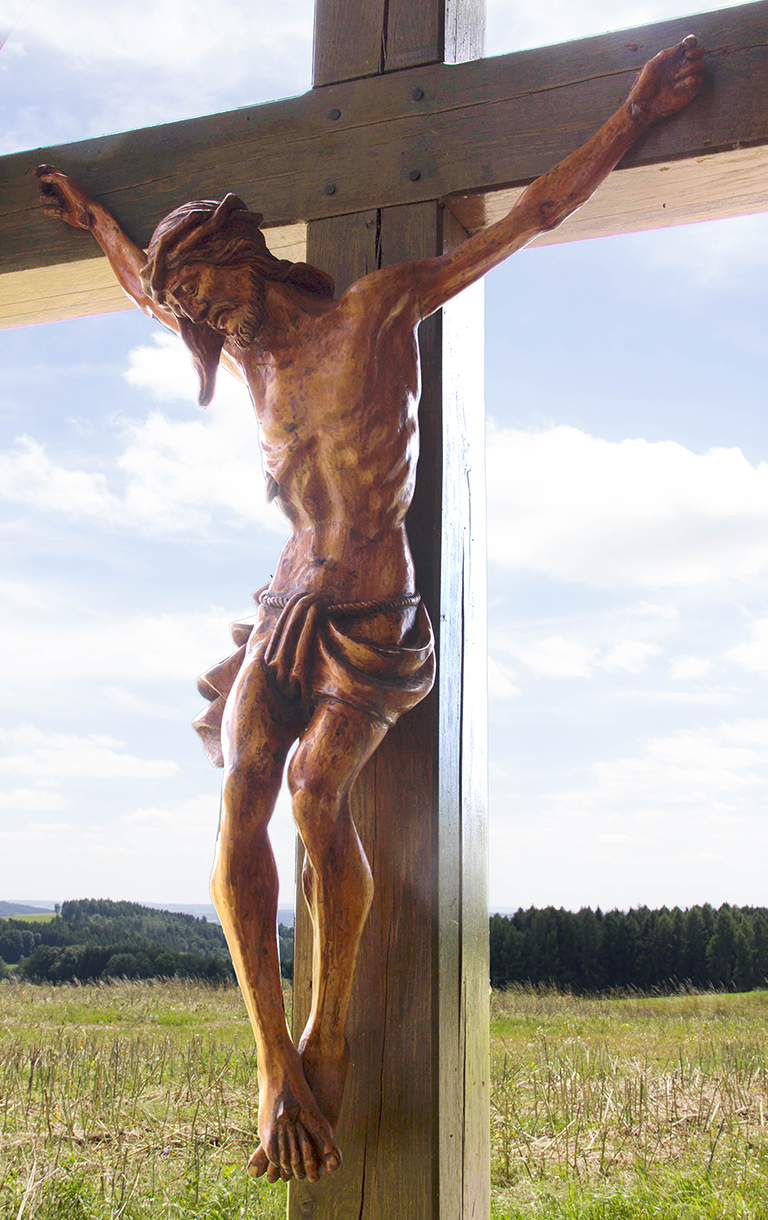
Korpus des Feldkruzifixes (August 2017)

Wenige Meter östlich neben der Sebastian-Kapelle steht auf demselben Grundstück – ebenfalls seit nicht mehr bestimmbarer Zeit – ein hölzernes Kruzifix. Im 20. Jahrhundert wurde dessen Korpus zunächst in den 1950er Jahren erneuert. Dieser Korpus war – wie die oben genannten Holzplastiken im Innern der Sebastian-Kapelle – vom Kupferberger Holzschnitzer Emil Schwander (†) gefertigt und gestiftet sowie von Friedrich Glaßauer (†), dem bislang letzten Mittelmeßbenefiziaten, gesegnet worden. Laut Karl Dill trug das Kreuz den Korpus bis um das Jahr 1960; danach sei er „leider verschwunden“. Jahre später hat Emil Schwander einen neuen Korpus aus Lindenholz geschnitzt und 1979 an dem Kreuz angebracht.
Da die Kreuzbalken im Lauf der Zeit sehr morsch geworden waren, wurden sie im Juli 2010 durch ein neues Eichenholzkreuz samt Kupferdach ersetzt. Um den Korpus vor allzu starken Witterungseinflüssen zu schützen, wird er jährlich im Spätherbst abgenommen und unmittelbar vor dem darauffolgenden Osterfest wieder am Kreuz angebracht.
Viele Jahre hing unter dem Korpus des Feldkruzifixes eine Holztafel mit folgendem Spruch: „Was soll das Kreuz, das am Wege steht. Es will dem Wanderer, der vorübergeht, das schöne Wort der Liebe sagen. So hat der Herr deine Sündenschuld getragen.“ Diese Holztafel wurde vor einiger Zeit an die links neben der Sebastian-Kapelle stehende Linde versetzt.
Die Pflege und Instandhaltung des Feldkruzifixes führen ebenfalls ehrenamtlich Tätige aus, die ihre Arbeit teils aus Eigenmitteln, teils mit Hilfe von privaten Spenden sowie finanziellen Zuschüssen der öffentlichen Hand finanzieren.

## Ansichten

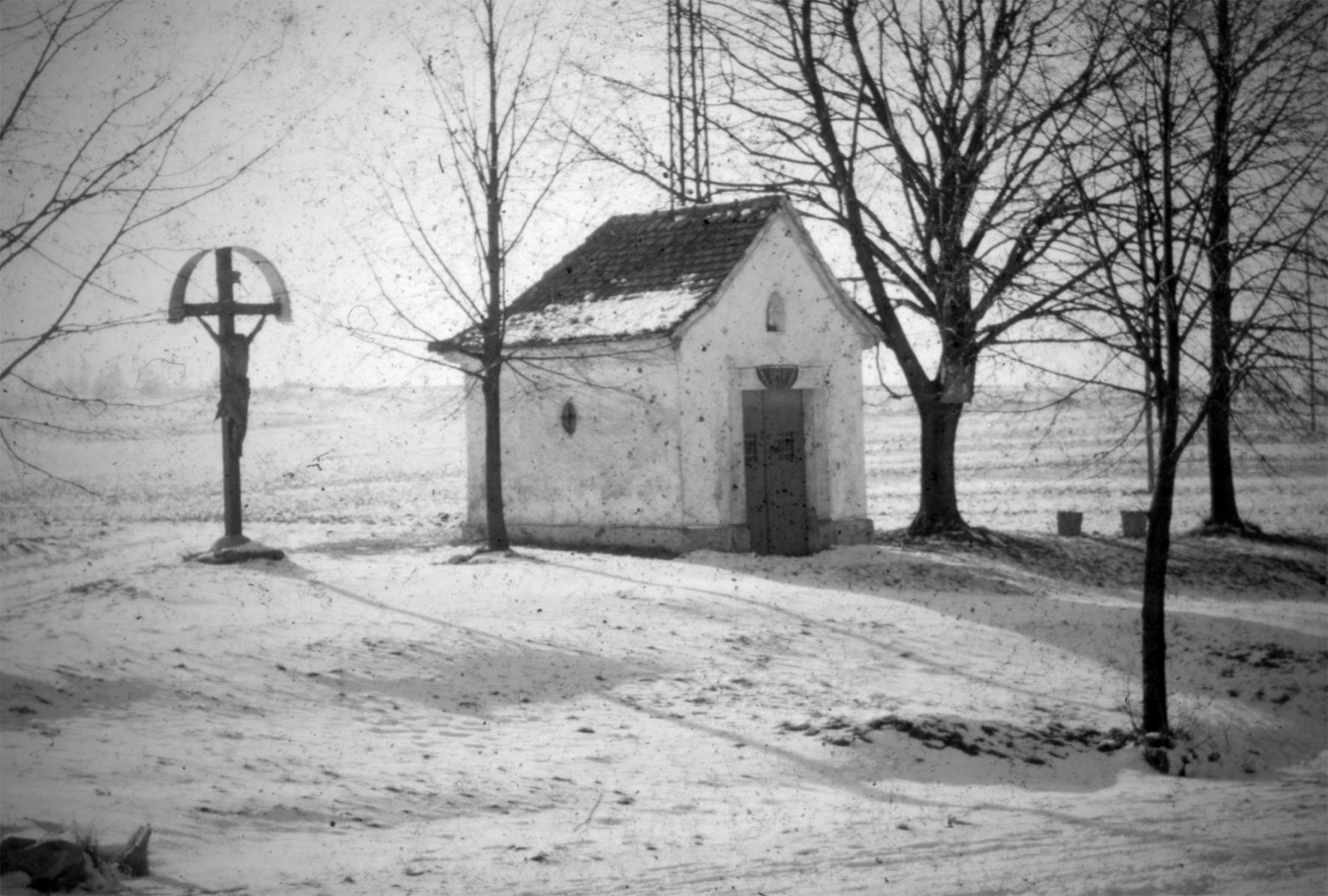
Sebastian-Kapelle (Nordostansicht 1950er Jahre)
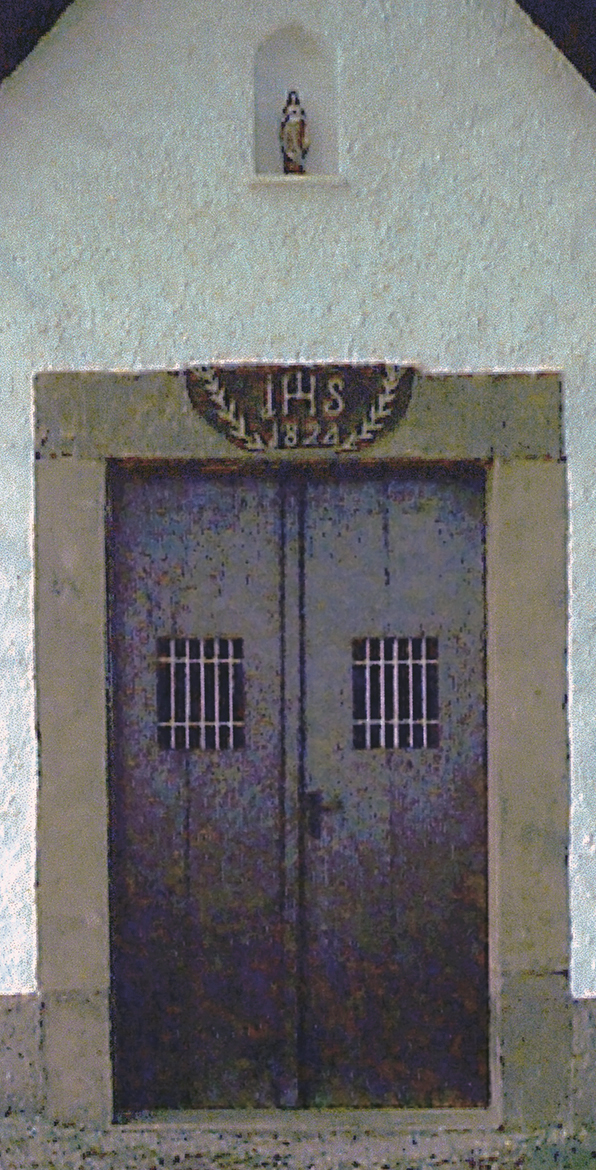
Zweiflügelige Holztür (ersetzt 1997) IHS-Monogramm und Jahreszahl der Erbauung im Türsturz, Herz-Jesu-Figur in der Mauernische (ersetzt 2017)
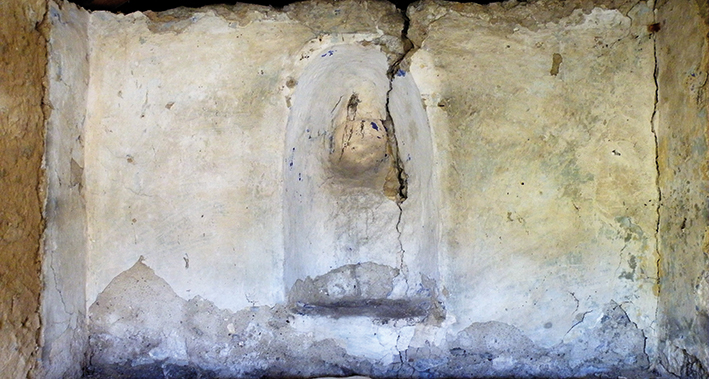
Mauernische in der südlichen Innenwand (vor der Umgestaltung)
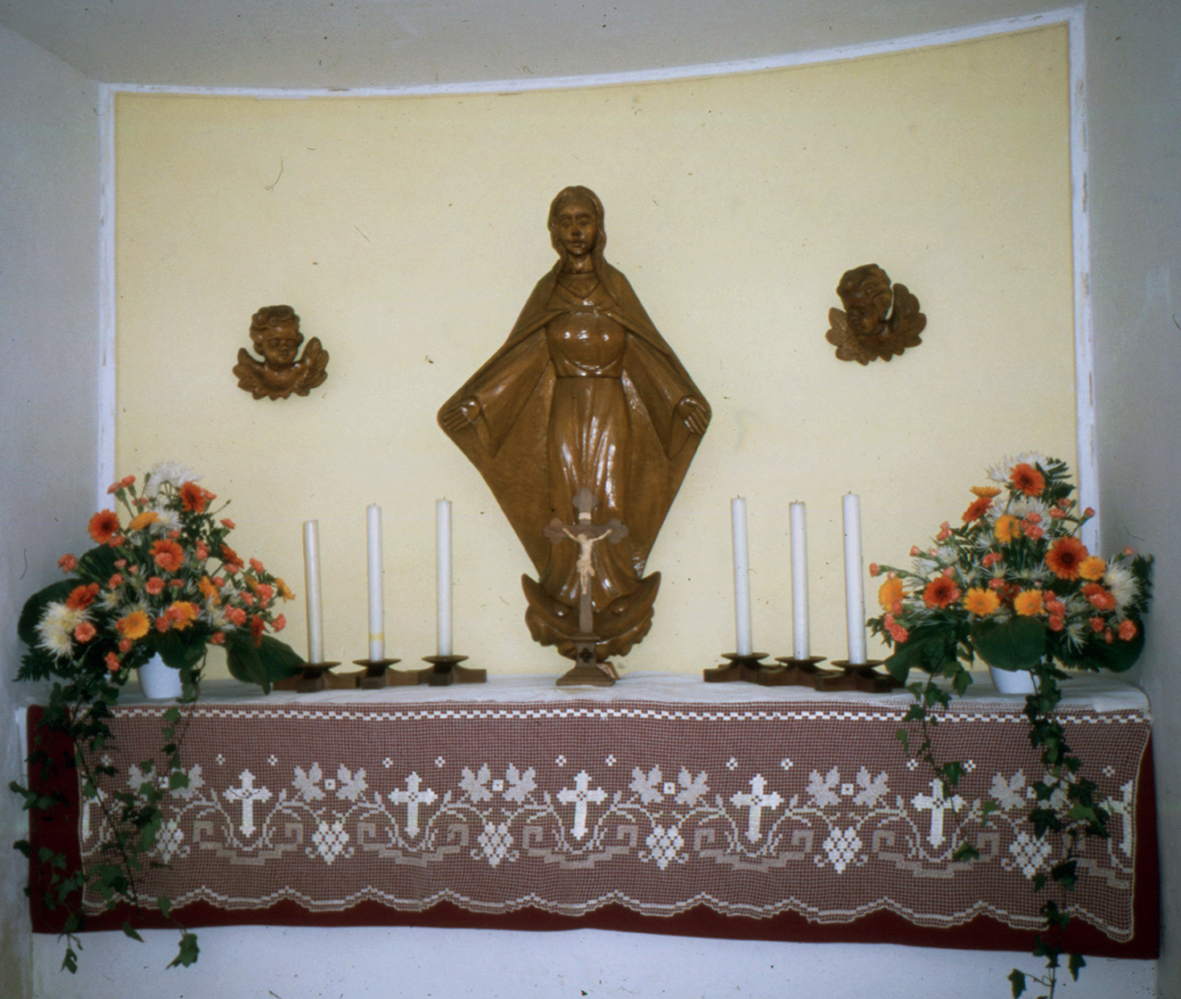
Altaransicht Mitte 1970er bis 2017
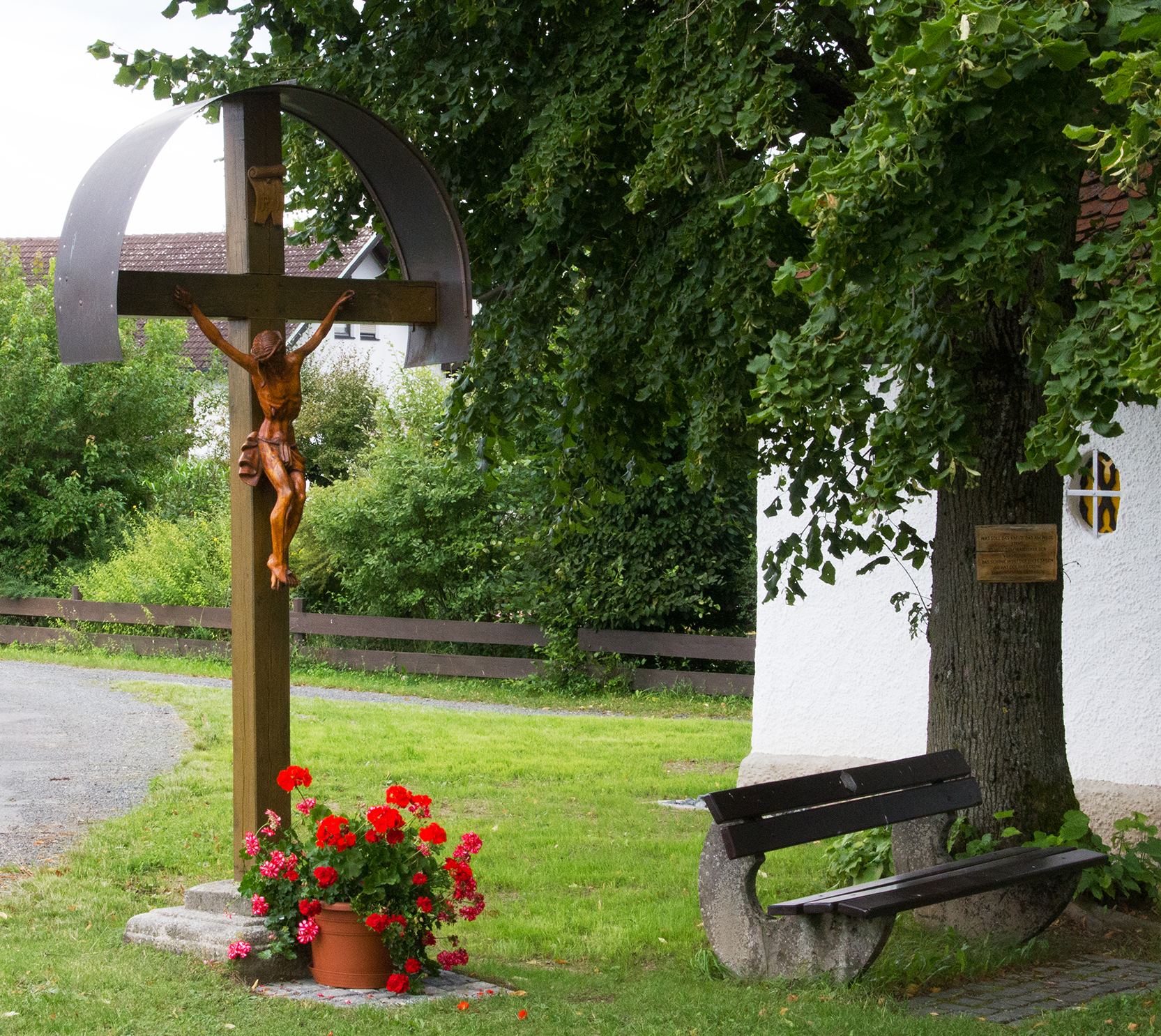
Feldkruzifix und Holztafel an der Linde (August 2017)
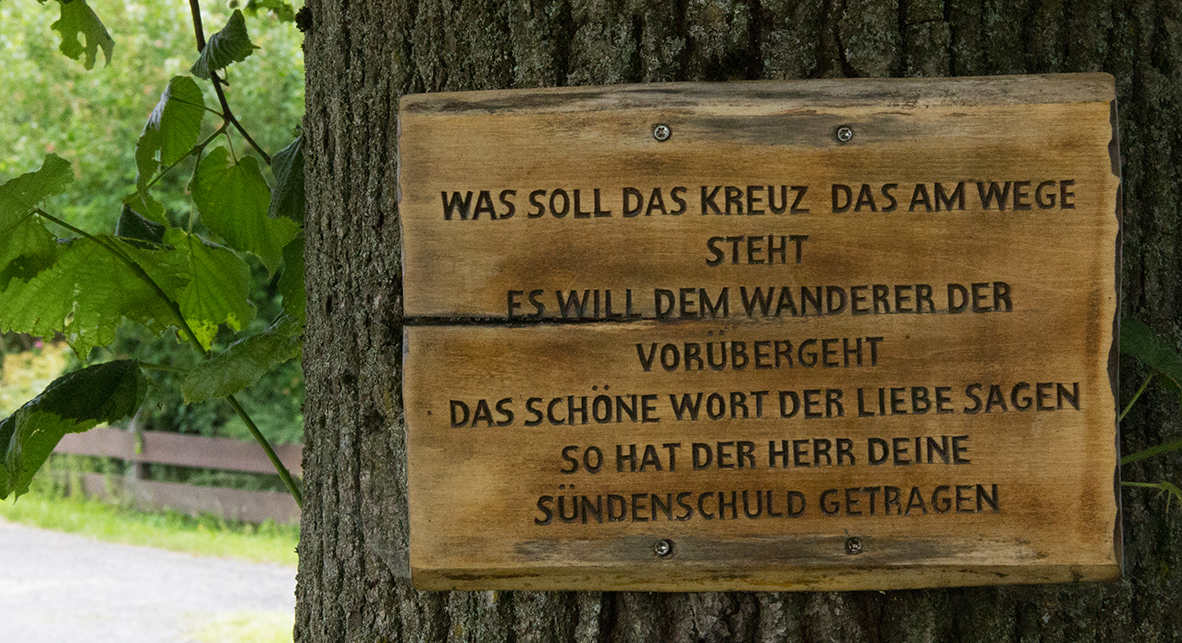
Spruchtafel (August 2017)